# 弋州
弋州，南北朝时北周及隋朝初年设立的州。
北齐设置巴州，被南陈所得。周静帝大象元年（579年），被北周攻取。北周末年，巴州改为弋州，治所在西阳郡西阳县（今湖北省黄冈市黄州区东南）。下辖西阳郡、弋阳郡、边城郡。辖境相当今湖北省东北部和河南省东南部一带。隋文帝开皇三年（583年），废除弋州、西阳郡、弋阳郡、边城郡。